# Spell My Name Right (The Album)
Albums de Statik Selektah
Stick 2 the Script
(2008)
Spell My Name Right (The Album) est le premier album studio de Statik Selektah, sorti le 6 novembre 2007.

## Liste des titres
| No  | Titre | Contient un (des) sample(s) de | Durée |
| --- | --- | --- | ----- |
| 1.  | Spell My Name Right (Intro) (featuring DJ Premier et Termanology)                                                                 | | 1:31  |
| 2.  | Stop, Look, Listen (featuring Styles P, Termanology et Q-Tip)                                                                     | Cussin', Cryin' and Carryin' On d'Ike and Tina Turner Stop, Look, Listen (To Your Heart) de Kool & The Gang La Di Da Di de Doug E. Fresh et Slick Rick                             | 3:45  |
| 3.  | Express Yourself '08 (featuring Termanology, Talib Kweli et Consequence)                                                          | Express Yourself (Extended Mix) de N.W.A | 3:20  |
| 4.  | 6 in the Morning (featuring Joell Ortiz, Kool G Rap et Sheek Louch)                                                               | To the Bone de Gene Page Oochie Wally de QB Finest, Bravehearts et Nas | 3:38  |
| 5.  | What Would You Do!? (featuring Freeway et Cassidy)                                                                                | Hook and Sling - Part I d'Eddie Bo To Mend a Broken Heart de S.O.U.L. Kiss Your Ass Goodbye (Extended Remix) de The Game, Sheek Louch, Fabolous et Beanie Sigel featuring Jadakiss | 3:12  |
| 6.  | Make a Movie (Interlude) (featuring DJ Khaled)                                                                                    | | 0:45  |
| 7.  | Bam Bam (featuring Red Cafe, Termanology et Mims)                                                                                 | Bam Bam de Sister Nancy Brand New de Rhymefest featuring Kanye West | 3:08  |
| 8.  | G-Shit (Showoff Mix) (featuring Uncle Murda, Sev-One, Termanology et Jadakiss)                                                    | | 4:12  |
| 9.  | Back Against the Wall (featuring Royce da 5'9" et Cormega)                                                                        | | 2:32  |
| 10. | Hardcore (So You Wanna Be) (featuring Reks et Termanology)                                                                        | Machine Gun Funk de The Notorious B.I.G. | 3:48  |
| 11. | No Mistakes Allowed (featuring Doug E. Fresh, Tony Touch, Scram Jones, DP-One, Esoteric, Scram Jones, DJ GI-Joe et DJ Revolution) | Change the Beat (Female Version) de Fab Five Freddy featuring Beeside Move the Crowd d'Eric B. and Rakim Dream Shatterer de Big Pun                                                | 4:08  |
| 12. | Knockin' Em Out (Interlude) (featuring Clinton Sparks)                                                                            | | 0:48  |
| 13. | Punch Out! (featuring Big Shug)                                                                                                   | Mike Tyson's Punch-Out!! Theme de Yukio Kaneoka, Akito Nakatsuka et Kenji Yamamoto                                                                                                 | 2:13  |
| 14. | The Good Life (Give It Up) (featuring Lil' Fame)                                                                                  | | 1:05  |
| 15. | Big Dreamers (featuring Reks) | Change the Beat (Female Version) de Fab 5 Freddy featuring Beeside | 3:33  |
| 16. | No Holding Back (featuring AZ et Cormega)                                                                                         | Street Dreams de Nas Get Out of My Way de Cormega | 2:48  |
| 17. | Got Me Goin' (Hip Hop) (featuring Slum Village et Granite State)                                                                  | | 3:21  |
| 18. | Time to Say Goodbye (featuring Evidence et Alchemist)                                                                             | Time to Say Goodbye de Black Ivory | 2:16  |
| 19. | It's Over Now (featuring Termanology et A.G.)                                                                                     | Can You Feel What I'm Saying? de Minnie Riperton | 2:41  |
| 20. | Talk to Me (featuring Jon Hope, Reks et Skyzoo)                                                                                   | What's Going On de Marvin Gaye | 3:36  |
| 21. | Did What We Had to Do (Showoff Mix) (featuring KRS-One, Larry Cheeba et Large Professor)                                          | You'll Like It Too de Funkadelic | 3:39  |